# 李壮飞
李壮飞（1988年1月24日—），出生于山东淄博，中国足球运动员，司职中场，现效力于中超球队青岛中能。

## 职业生涯

### 青年队
2000年进入山东鲁能泰山青年队，没有获得一队上场机会。

### 俱乐部
2006年被租借到厦门蓝狮，被主教练高洪波看好并获得出国试训的机会。
2007年与任永顺、郭明月、邓小飞一同加盟武汉光谷，并于2008年跟随主教练裴恩才来到江苏舜天。
2010年二次转会期间加盟青岛中能。

### 国家队
作为中国国少队的队长参加了2005年世界少年足球锦标赛。